# دنیل مارتینز
دنیل مارتینز (انگلیسی: Daniel Martínez؛ زادهٔ ۲۵ آوریل ۱۹۹۶) دوچرخه‌سوار اهل کلمبیا است.
از باشگاه‌هایی که در آن بازی کرده‌است می‌توان به تیم دوچرخه‌سواری کلمبیا، تیم اسکای، بورا–هانسگروهه، کنندیل–دراپاک، و ویلیر تریستینا–سله ایتالیا اشاره کرد.
وی در مسابقات کشوری و بین‌المللی در مجموع برندهٔ ۱ مدال طلا شده‌است.